# Wilson Bethel
Stephen Wilson Bethel (n. Hillsborough, Nuevo Hampshire; 24 de febrero de 1984) es un actor estadounidense, más conocido por haber interpretado a Ryder Callahan en la serie The Young and the Restless y a Benjamin Poindexter/Bullseye en la tercera temporada de Daredevil y en 2025 volverá interpretar a Bullseye en Daredevil: Born Again para Disney +.

## Biografía
Es hijo del artista Steve Bethel y de la novelista Joyce Maynard y tiene tres hermanos: Audrey, Charlie y Taj Estey-Bethel; y tres hermanastros: Ray Mansfield, Kris Mansfield y Kari Kasilowski Mansfield. Su madre adoptó a dos niñas etíopes, Almaz y Birtukan; sin embargo, dos años más tarde decidió dar a las niñas a otra familia.
Su tía es la escritora Rona Maynard.
Su abuelo materno fue el pintor Max Maynard y su abuela materna fue la periodista Fredelle Bruser-Maynard.

## Carrera
Wilson fue narrador de la edición del audiolibro de la novela "Labor Day", de Joyce Maynard.
Fue el creador de la serie web Stupid Hype, transmitida en la plataforma CWD, de la cadena The CW.
En 2005 apareció como invitado en la serie NCIS, donde interpretó al soldado John Kirby. Ese mismo año apareció en la popular serie militar JAG, donde dio vida al marinero Charles Bander. En 2008 apareció en la miniserie Generation Kill, donde interpretó al cabo Evan "Q-Tip" Stafford. Ese mismo año apareció como invitado en la serie Cold Case, donde interpretó al marine James C. "Jimmy" Tully. También apareció en la película Tunnel Rats, donde interpretó al soldado Dan Green. El 9 de julio de 2009 se unió al elenco recurrente de la serie The Young and the Restless, donde interpretó a Ryder Callahan, hasta el 3 de marzo de 2011.
En 2011 se unió al elenco de la serie Hart of Dixie, donde interpretó al camarero Wade Kinsella, hasta el final de la serie en 2015. En 2012 apareció en la película Wyatt Earp's Revenge, donde interpretó al pistolero Doc Holliday. En 2015 se unió al elenco principal de la serie The Astronaut Wives Club, donde dio vida al astronauta Scott Carpenter. Ese mismo año se unió al elenco de la serie Blood & Oil, donde interpretó al carismático empresario Finn. En febrero de 2016 se anunció que Bethel se había unido al elenco de la serie The Infamous, donde dio vida a Jason Gant. Ese mismo año apareció en la miniserie Harley and the Davidsons, donde interpretó a Ray Weishaar, uno de los miembros y corredores de motos de Harley-Davidson.
En 2018 se unió a la tercera temporada de la serie Daredevil, en el papel del villano Benjamin Poindexter / Bullseye.

## Filmografía

### Televisión
| Año         | Título                                     | Personajes                     | Notas                                  |
| ----------- | ------------------------------------------ | ------------------------------ | -------------------------------------- |
| 2025        | Untamed                                    | Shane Maguire                  | Miniserie; 6 episodios                 |
| 2025        | Daredevil: Born Again                      | Benjamin Poindexter / Bullseye | Temporada 1                            |
| 2018        | Daredevil                                  | Benjamin Poindexter / Bullseye | Temporada 3                            |
| 2016        | The Infamous                               | Jason Gant                     | Película para televisión               |
| 2016        | How to Get Away with Murder                | Charles Mahoney                | 2 episodios                            |
| 2016        | Harley and the Davidsons                   | Ray Weishaar                   | Episodio: "Race to the Top"; miniserie |
| 2016        | Criminal Minds                             | Randy Jacobs                   | Episodio: "The Bond"                   |
| 2015        | Blood & Oil                                | Finn                           | 3 episodios                            |
| 2015        | The Astronaut Wives Club                   | Scott Carpenter                | 8 episodios                            |
| 2015        | Bates Motel                                | Taylor                         | Episodio: "Norma Louise"               |
| 2011 - 2015 | Hart of Dixie                              | Wade Kinsella                  | 76 episodios                           |
| 2014        | L.A. Rangers                               | Parker                         | 5 episodios; serie web                 |
| 2014        | American Koko                              | -                              | Episodio: "Meet Akosua"                |
| 2013        | Stupid Hype                                | Hype                           | Serie web                              |
| 2013        | Treme                                      | Lanny Fox                      | Episodio: "Dippermouth Blues"          |
| 2012        | Reception                                  | Greg                           | 2 episodios                            |
| 2009 - 2011 | The Young and the Restless                 | Ryder Callahan                 | 78 episodios                           |
| 2008        | Cold Case                                  | James "Jimmy" Tully            | Episodio: "Shore Leave"                |
| 2008        | Generation Kill                            | Cabo Evan "Q-Tip" Stafford     | 7 episodios; miniserie                 |
| 2005        | NCIS: Naval Criminal Investigative Service | Soldado John Kirby             | Episodio: "Switch"                     |
| 2005        | JAG                                        | Charles Bander                 | Episodio: "Dream Team"                 |
| 2004        | The O.C.                                   | Brad                           | Episodio: "The Telenovela"             |

### Cine
| Año  | Título               | Personaje    | Notas |
| ---- | -------------------- | ------------ | --- |
| 2014 | Memory 2.0           | Henry        | Cortometraje; junto a Jena Malone, Matt Lowe, Julian Work y Laura Patalano                               |
| 2013 | Inside the Box       | Matt Palmer  | Junto a Summer Glau, CaroleAnne Johnson, Regina King y Deane Sullivan                                    |
| 2012 | Wyatt Earp's Revenge | Doc Holliday | Junto a Val Kilmer, Shawn Roberts, Matt Dallas, Levi Fiehler, David O'Donnell y Diana DeGarmo            |
| 2008 | 1968: Tunnel Rats    | Dan Green    | Junto a Adrian Collins, Scot Cooper, Mitch Eakins, Erik Eidem, Michael Paré, Nate Parker y Brandon Fobbs |

### Escritor y productor
| Año  | Título           | Notas                                       |
| ---- | ---------------- | ------------------------------------------- |
| 2014 | Memory 2.0       | Cortometraje; escritor                      |
| 2013 | Stupid Hype      | Escritor y productor ejecutivo              |
| 2013 | L.A. Rangers     | Escritor y productor ejecutivo              |
| 2012 | Call Me Doctor   | Cortometraje; escritor y productor asociado |
| 2011 | Give a Shirt PSA | Cortometraje; escritor                      |

### Apariciones
| Año  | Programa                 | Notas                               |
| ---- | ------------------------ | ----------------------------------- |
| 2013 | Whose Line Is It Anyway? | Invitado; episodio: "Wilson Bethel" |
| 2008 | Making Generation Kill   | 7 episodios; documental             |

## Premios y nominaciones
| Año  | Categoría                  | Premio                                       | Trabajo nominado | Resultado |
| ---- | -------------------------- | -------------------------------------------- | ---------------- | --------- |
| 2015 | Best Performance, Drama    | NewFilmmakers Los Angeles Best of 2015 Award | Inside the Box   | Nominado  |
| 2014 | Best Actor                 | Premio Jurado Oficial                        | Inside the Box   | Ganador   |
| 2014 | Best Actor in a Short Film | Festival Award                               | Inside the Box   | Nominado  |